# Critica
Die critica ist eine linke Studierendenzeitung. Sie erscheint einmal pro Semester und ist mit einer Auflage von 100.000 Exemplaren nach eigenen Angaben die größte von Studierenden erstellte Zeitung Deutschlands.

## Profil
Die Zeitschrift erschien erstmals im Wintersemester 2008/09. Seitdem ist sie die Semesterzeitung von Die Linke.SDS. Sie finanziert sich aus Mitteln von Die Linke.SDS und Anzeigen. Sowohl die Printausgabe, als auch das Onlinemagazin werden von einem Redaktionskollektiv in gemeinsamer Verantwortung erstellt.
Die Critica beinhaltet die Themenbereiche Politik, Bildung, soziale Lage der Studierenden, Kultur und Satire.
Seit Dezember 2013 erscheint im Onlineangebot der Tageszeitung Neues Deutschland ein monatlicher Blog der Critica-Redaktion, der sich kritisch mit der Lage von Studierenden auseinandersetzt.

## Critica online
Seit Herbst 2011 betreibt die Critica-Redaktion einen eigenen Onlineauftritt. Auf critica-online erscheinen regelmäßig Artikel und Interviews in den Ressorts Politik, Bildung und Kultur. Außerdem gibt es das Ressort Theorie und Praxis, in dem in unregelmäßigen Abständen längere Texte mit einem eher theoretischen Einschlag erscheinen. Neben hochschulpolitischen Themen werden auch allgemeine Themen für eine linke studentische Zielgruppe aufbereitet.